# Rubehoakalat
Rubehoakalat (Sheppardia aurantiithorax) är en starkt utrotningshotad afrikansk fågel i familjen flugsnappare. Den är endemisk för Tanzania.

## Utseende
Rubehoakalat är en 14 cm lång marklevande flugsnappare. Fjäderdräkten är mörkt skiffergrå ovan, med kopparfärgad anstrykning framför allt på övergump och längst ut på stjärten. Hjässan är olivgulbrun. På tygeln och ovanför ögat är fjädrarna brunspetsade med synligt gult och vitt längst in. Brun är den även på örontäckarna och i ett område kring sidan av strupen, med gul anstrykning. På strupen, övre delen av bröstet, undre vingtäckarna och undergumpen är den orangefärgad. Bröstet är mörkt ockrafärgat, flankerna olivgulbruna och på nedre delen av bröstet och buken är den gräddbeige. Näbben är svart och benen grå.

## Utbredning och systematik
Fågeln förekommer enbart i bergsskogar i östra Tanzania, i Rubehos och Ukagurabergen). Den behandlas som monotypisk, det vill säga att den inte delas in i några underarter.

### Familjetillhörighet
Akalater liksom fåglar som rödhake, näktergalar, stenskvättor, rödstjärtar och buskskvättor behandlades tidigare som en trastar (Turdidae), men genetiska studier visar att den tillhör familjen flugsnappare (Muscicapidae).

## Status och hot
IUCN kategoriserar arten som starkt hotad på grund av pågående habitatförlust och fragmentering som tros minska fågelns redan begränsade utbredningsområde än mer.